# Louis Babel
Louis-François Babel (Veyrier, 23 juni 1826 - Pointe-Bleue (Quebec), 1 maart 1912) was een Zwitsers missionaris, taalkundige, geograaf, ontdekkingsreiziger en priester van Ottawa.

## Levensloop
Louis Babel werd geboren als zoon van Joseph Babel, een postkoerier, en Françoise Jovet. Hij ging in Fribourg en Mélan naar school. Op 4 mei 1847 begon hij als novice in het Franse plaatsje Notre-Dame-de-l'Osier, bij de Oblaten van de Onbevlekte Maagd Maria. Een jaar later, op 8 mei 1848, rondde hij zijn noviciaat af en startte hij met een opleiding theologie in Marseille. Sinds 1849 studeerde hij in Birmingham totdat hij in 1851 naar Canada werd gestuurd. Op 27 juli 1851 werd hij ingewijd als priester in Bytown door bisschop Joseph-Bruno Guigues.
Op zijn verzoek werd Babel als missionaris naar de Innu gestuurd, een inheemse bevolkingsgroep op het Canadese schiereiland Labrador. Hij werkte daar een lange tijd samen met Charles Arnaud. Nadat hij vier jaar in Maniwaki had doorgebracht, waar hij het plaatselijke dialect leerde kennen en een woordenboek schreef, keerde hij in 1866 terug naar Betsiamites. Hier bleef hij wonen tot 1911. In maart 1912 overleed Babel in het Canadese bergdorp Pointe-Bleue.